# Niko Pirosmani
Niko Pirosmanashvili, conosciuto anche come Niko Pirosmani (georgiano: ნიკო ფიროსმანაშვილი; Mirzaani, 5 maggio 1862 – Tbilisi, 9 aprile 1918), è stato un pittore georgiano primitivista.
I suoi dipinti hanno spesso come soggetto animali, persone che mangiano e persone che servono cibo. Le sue opere non sono molto conosciute fuori della Georgia. Pirosmani è conosciuto in Russia anche per l'incontro romantico con l'attrice e ballerina francese Marguerite de Sèvres (1885-1968), in tournée a Tbilisi e che lui immortalò nel ritratto "Margarita"; Pirosmani fu molto innamorato di questa donna e, per dimostrarlo, le comprò abbastanza fiori da riempire una piazza di fronte alla finestra del suo hotel (portandolo presumibilmente alla bancarotta). La storia divenne famosa quando fu raccontata in un poema di Andrej Andreevič Voznesenskij, e successivamente in una canzone di Alla Pugačëva, Milion alych roz ("Un miione di rose scarlatte").

## Biografia

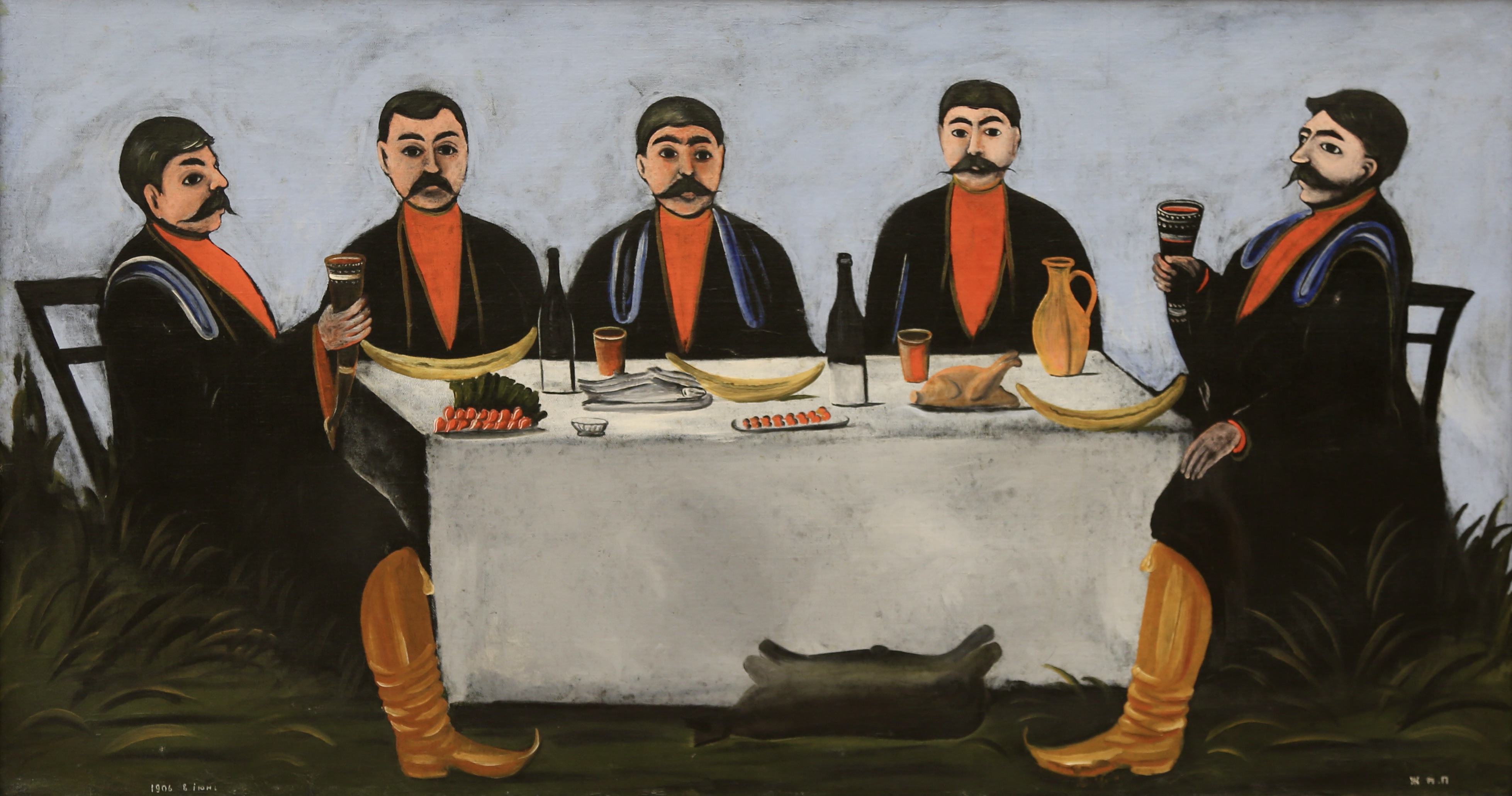
La festa dei cinque principi (1906)

Pirosmani nacque nel villaggio georgiano di Mirzaani da una famiglia contadina, nella provincia della Cachezia. La sua famiglia possedeva un piccolo vigneto. Divenne poi orfano e dato alle cure delle sue due sorelle maggiori. Insieme a loro si trasferì a Tbilisi nel 1870. Nel 1872 lavorò come servo per famiglie ricche ed imparò a leggere e a scrivere russo e georgiano. Nel 1876 ritornò a Mirzaani e lavorò come pastore. Gradualmente imparò a dipingere.
Nel 1882 aprì un negozio a Tbilisi che fu però un fallimento. Nel 1890 lavorò come conduttore di treno e nel 1895 come disegnatore di insegne. Nel 1893 co-fondò una azienda casearia a Tbilisi che lasciò nel 1901.La miseria in cui viveva l'artista condizionò anche diversi aspetti della sua arte: si fabbricava da solo i suoi pennelli, nelle sue opere faceva largo uso del colore nero, che comprava a basso prezzo dai fabbricanti di bare, e invece delle normali tele utilizzava insegne pubblicitarie di latta, tanto che in alcuni punti la colorazione originale emerge dallo strato di pittura.
Nel 1912, Iliazd, il fratello Kirill e il pittore Mikhaïl Le Dentu, scoprirono Pirosmani e lo fecero conoscere attraverso una mostra allestita in casa Zdanevič.
Morì nel 1918 di malnutrizione e insufficienza epatica. Fu sepolto nel cimitero della città di Nino, ma l'esatto loculo non è conosciuto dato che non fu registrato.

## Film e documentari
- documentario - Niko Pirosmanishvili di Giorgi Shengelaya (1961)
- lungometraggio - Pirosmani di Giorgi Shengelaya (1969)
- film tv - Gamarjoba kvelas di Amiran Darsavelidze e Giga Lortqipanidze (1980)
- documentario - Arabeschi sul Tema Pirosmani di Sergej Paradžanov (1985)
- cortometraggio - Epizodi Pirosmanis idumali tskhovrebidan di Péter Mészáros (1995)

## Galleria d'immagini

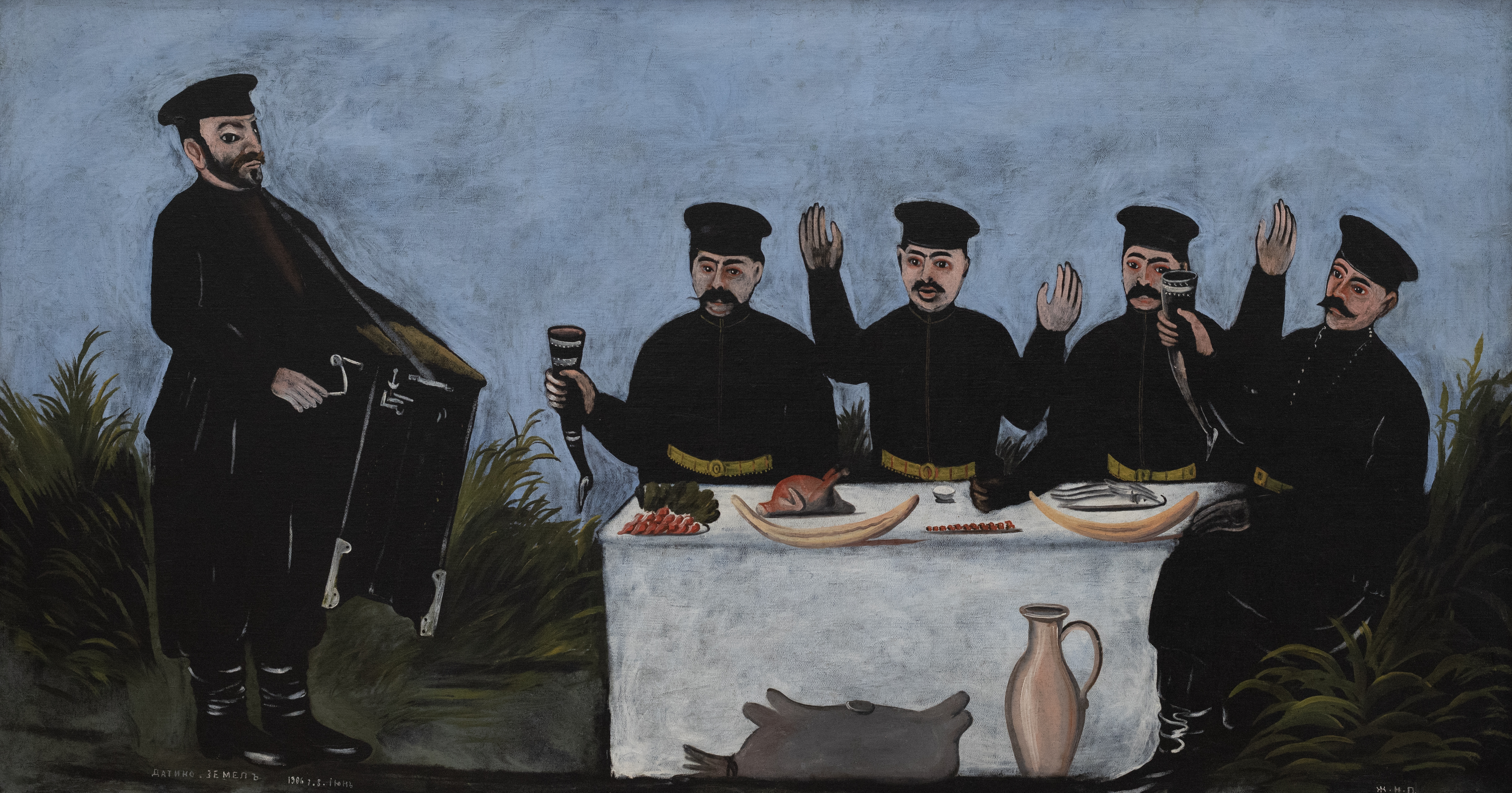
Festa con organista (1906)
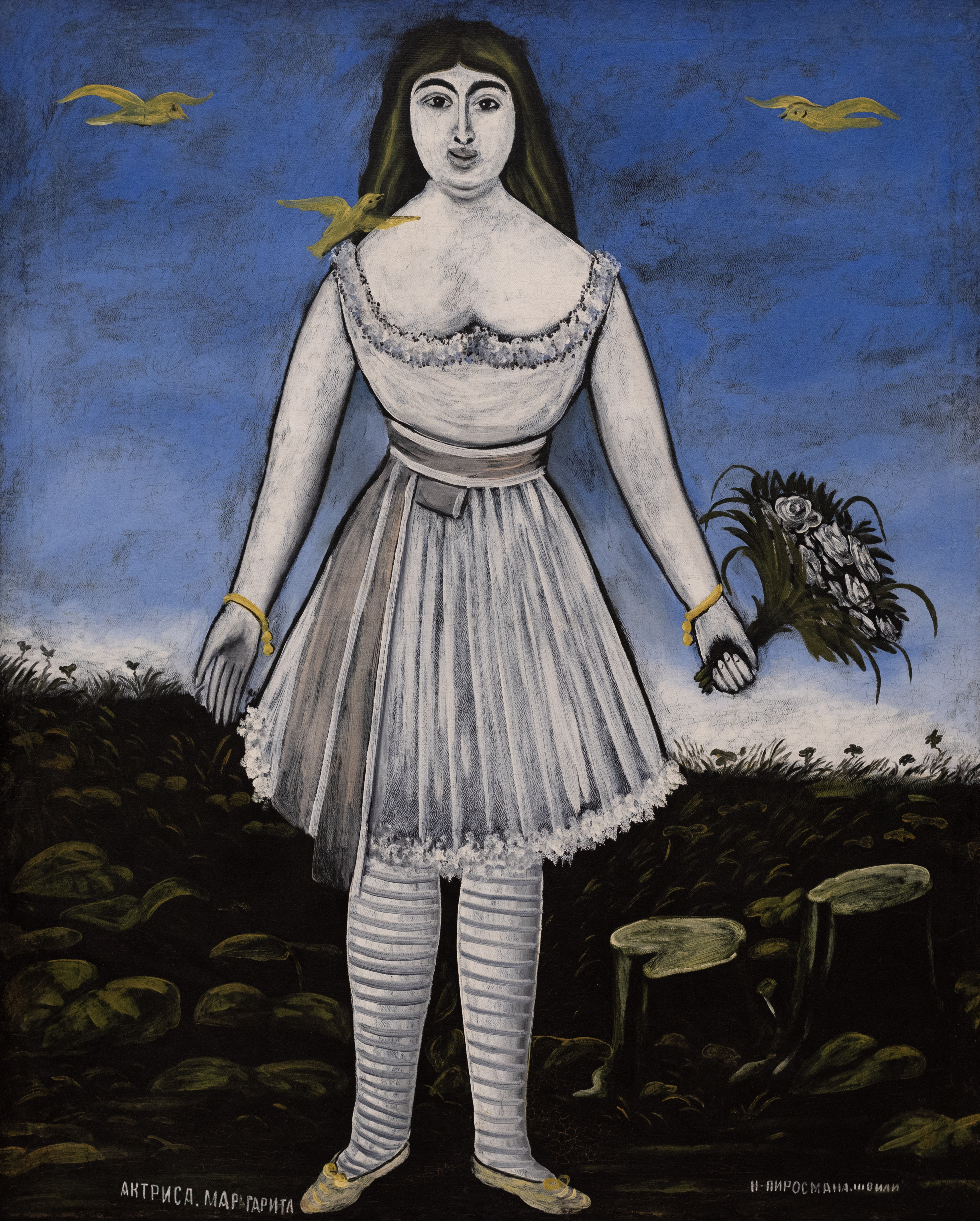
Margarita (1909)
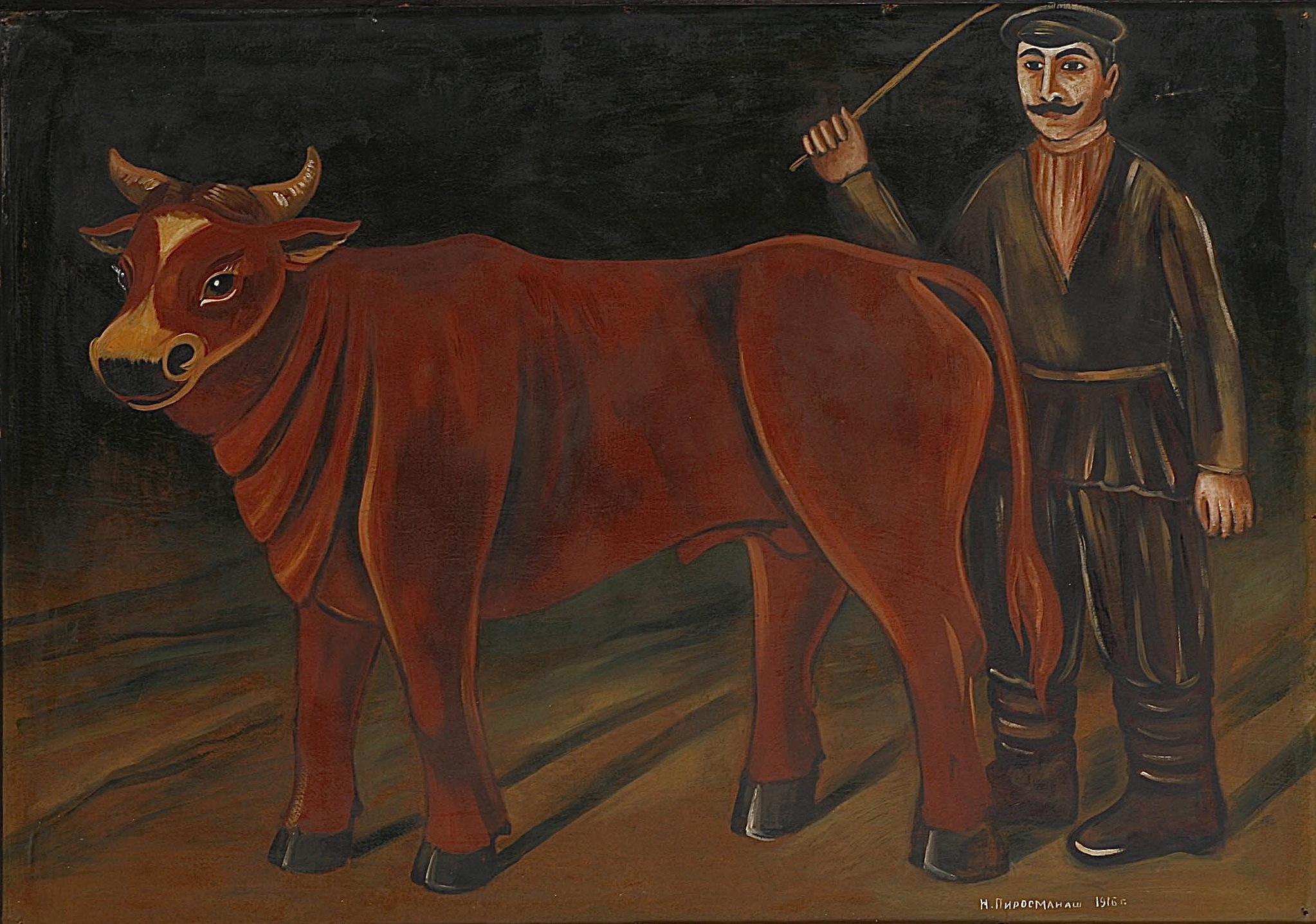
Niko Pirosmani, Fattore con un toro (1916), Centro M.T. Abraham
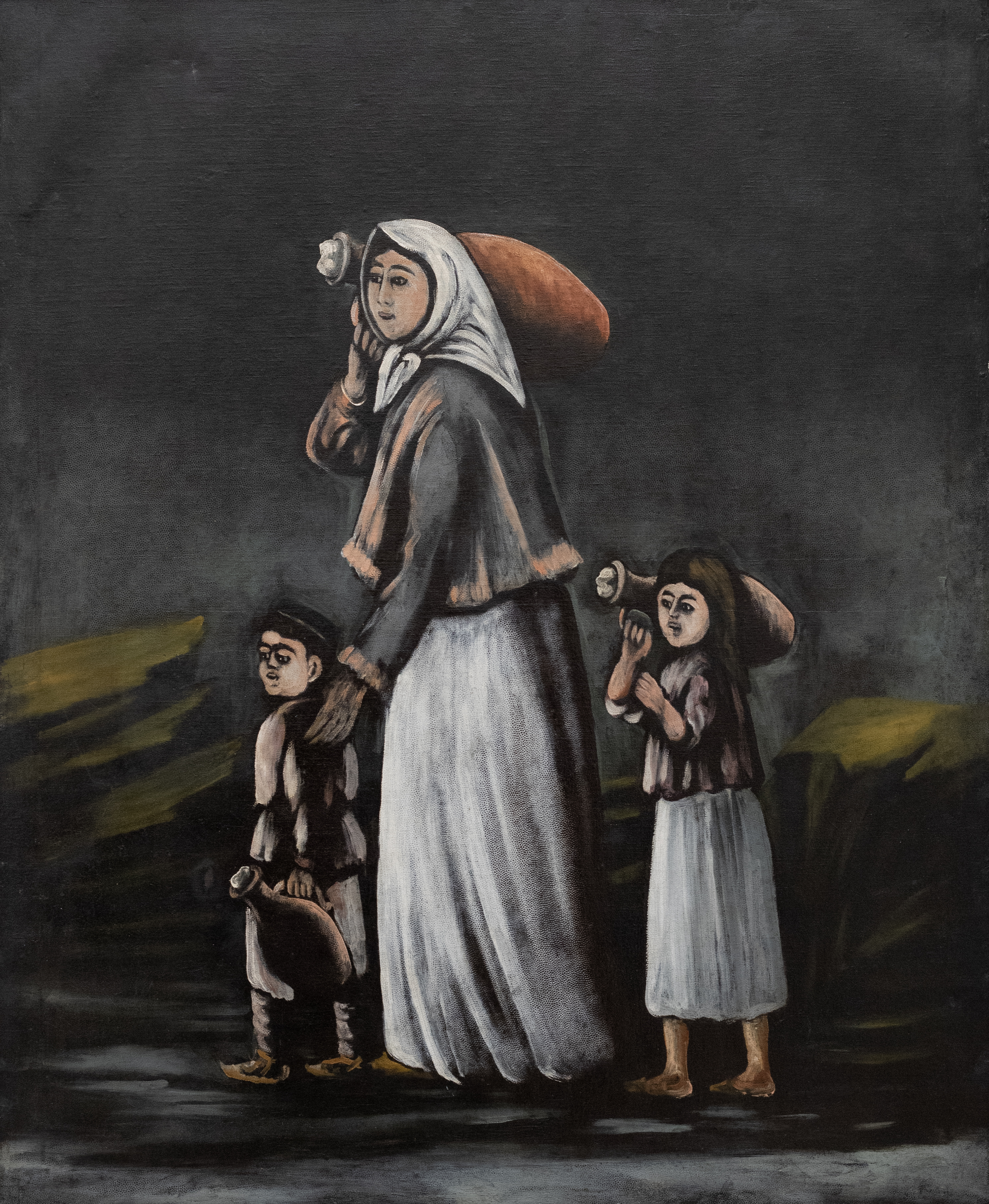
Donna e i suoi bambini vanno al ruscello
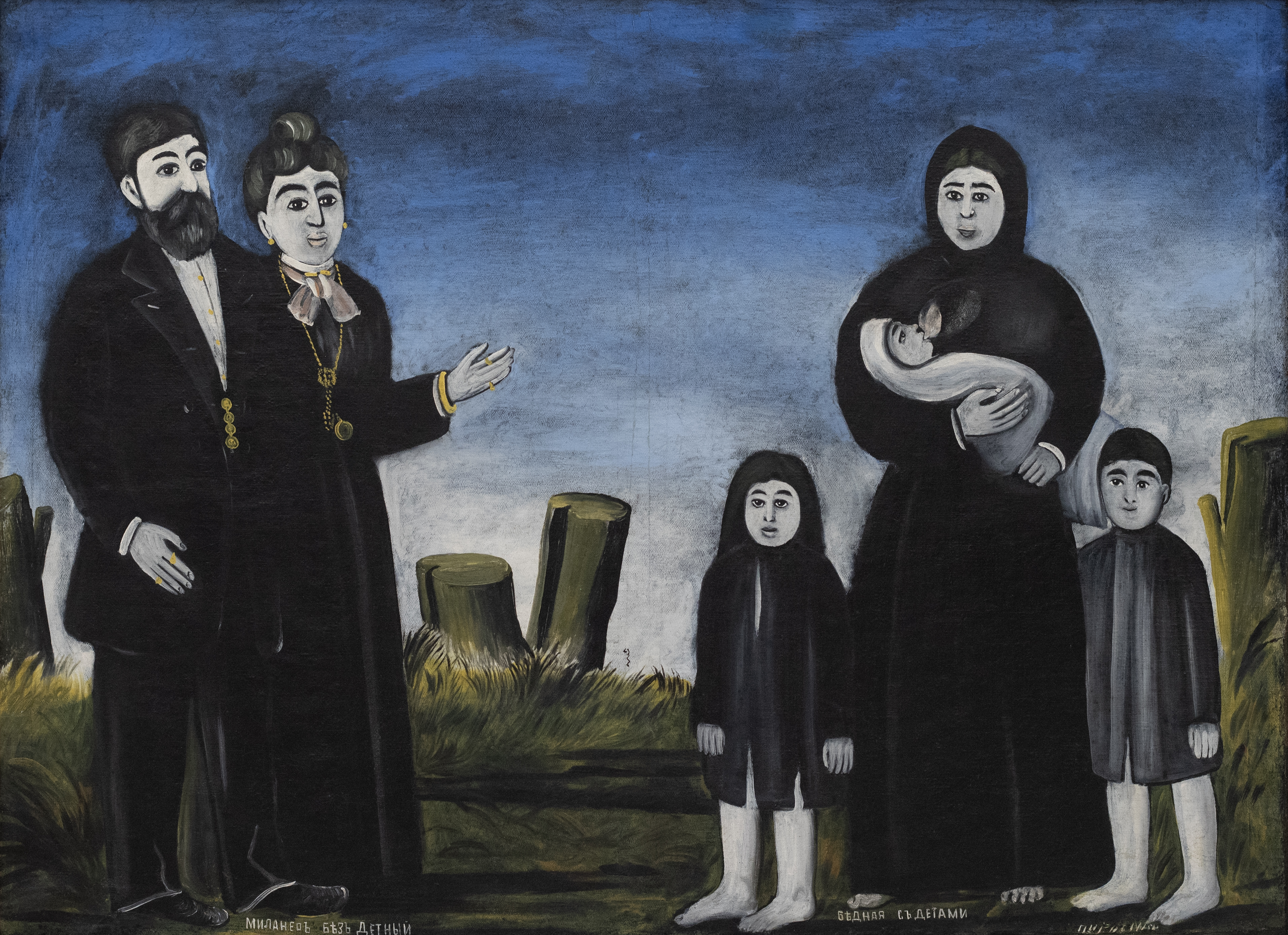
Milionario senza figli e povera donna benedetta dai suoi figli.
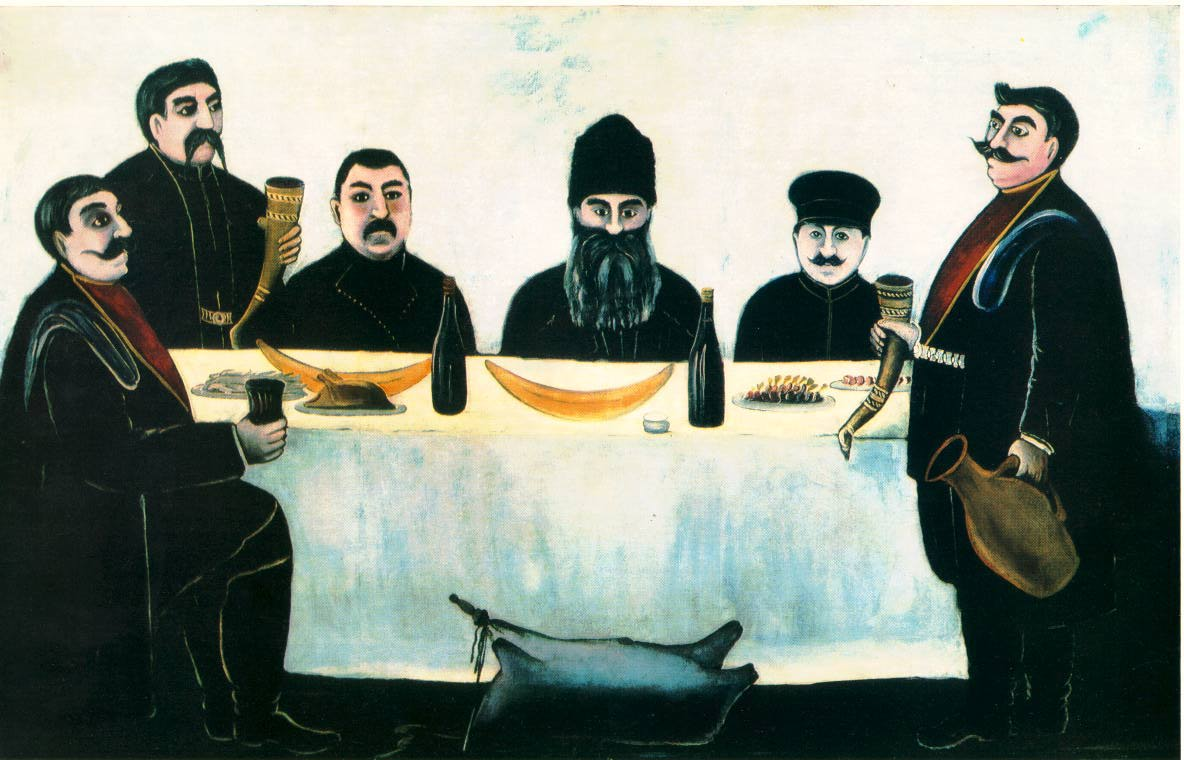
Festa Museo statale di arte orientale, Mosca
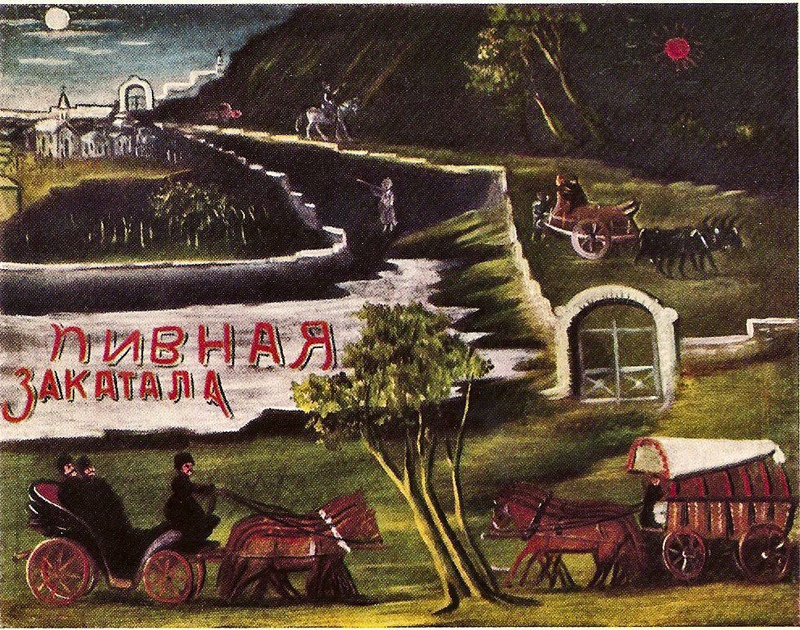
Annuncio di bar a Zakatala Museo di belle arti Shalva Amiranashvili
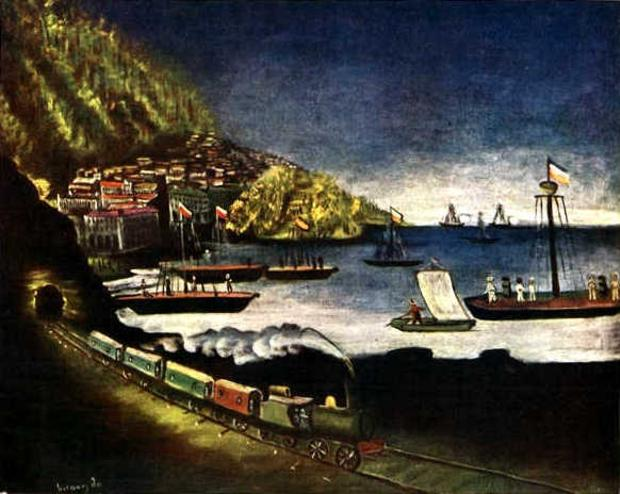
Porto di Batumi
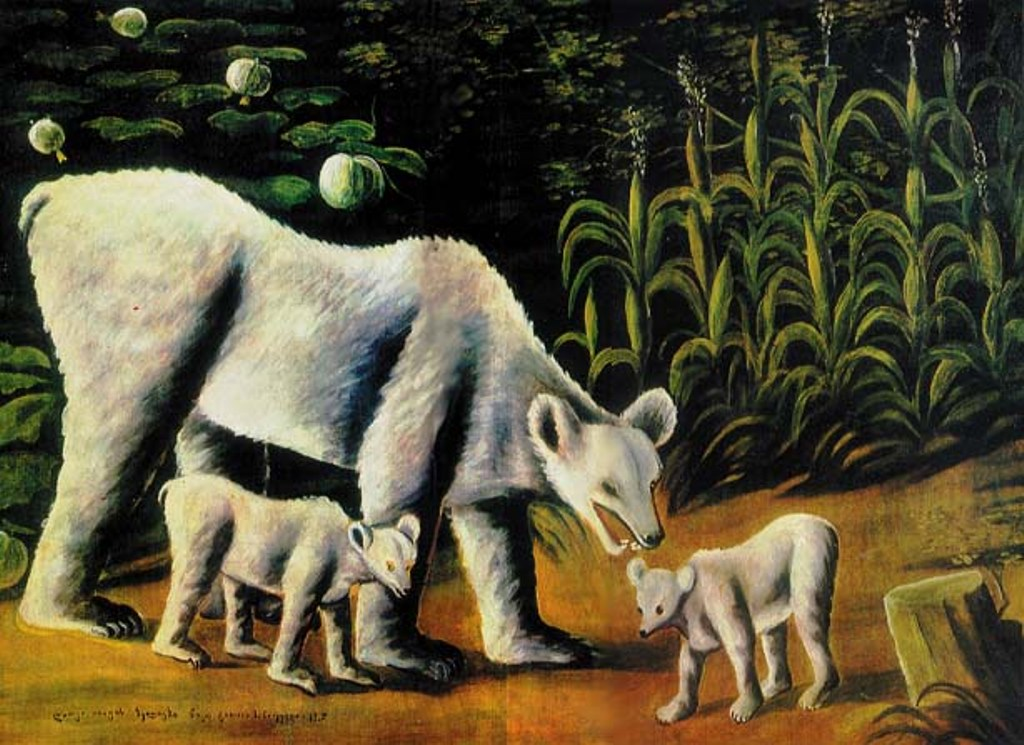
Famiglia di orsi
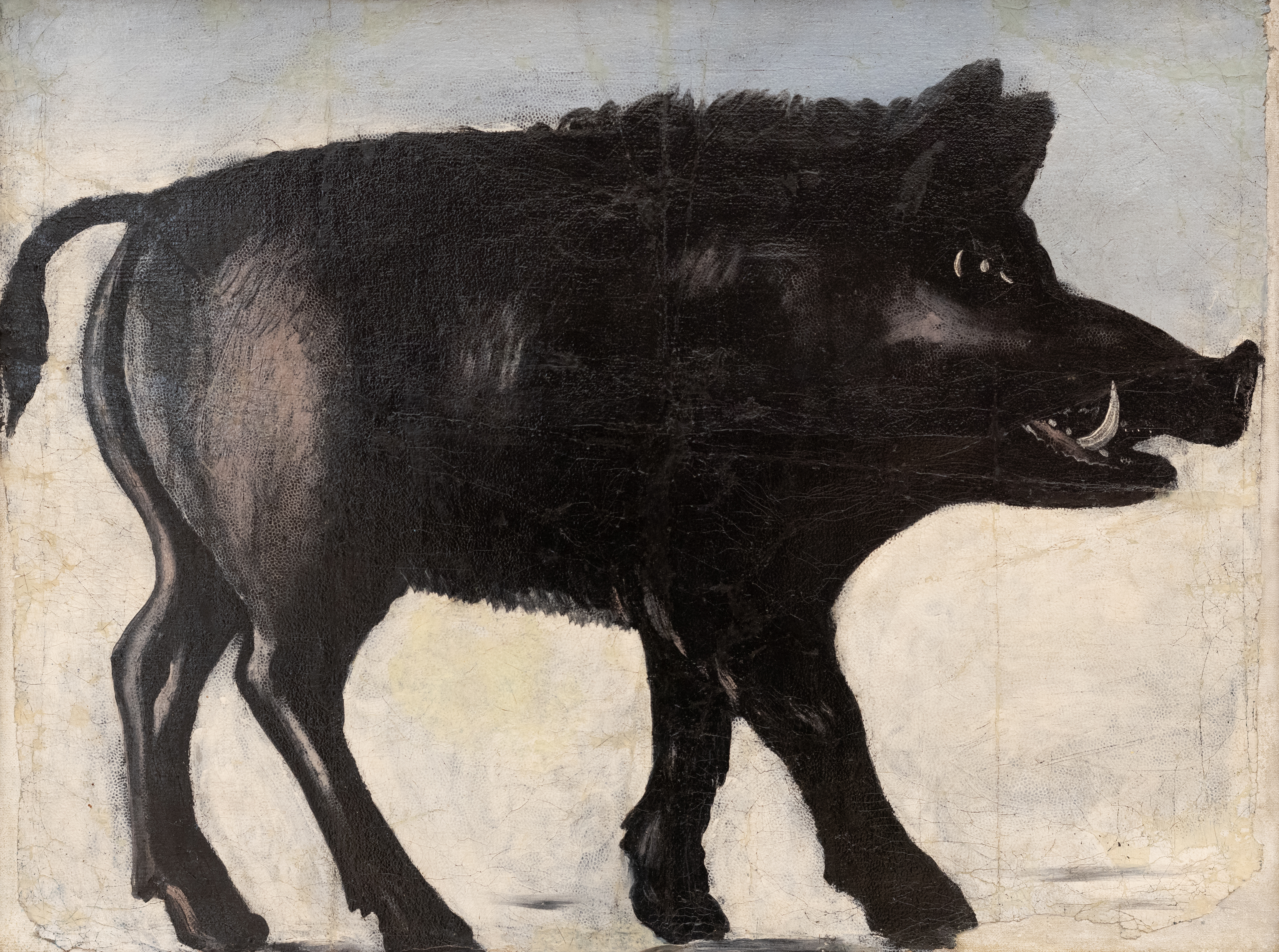
Cinghiale